# دون كالهون
دون كالهون (بالإنجليزية: Don Calhoun)‏ هو لاعب كرة قدم أمريكية أمريكي، ولد في 29 أبريل 1952 في Sumner, Oklahoma ‏ في الولايات المتحدة.

## وصلات خارجية
- دون كالهون على موقع مرجع كرة القدم المحترفة.كوم (الإنجليزية)
- دون كالهون على موقع قاعة كنساس للمشاهير الرياضية (مؤرشف) (الإنجليزية)